# Vinclozoline
 (février 2023).
La mise en forme du texte ne suit pas les recommandations de Wikipédia : il faut le « wikifier ».
Les points d'amélioration suivants sont les cas les plus fréquents. Le détail des points à revoir est peut-être précisé sur la page de discussion.
- Les titres sont pré-formatés par le logiciel. Ils ne sont ni en capitales, ni en gras.
- Le texte ne doit pas être écrit en capitales (les noms de famille non plus), ni en gras, ni en italique, ni en « petit »…
- Le gras n'est utilisé que pour surligner le titre de l'article dans l'introduction, une seule fois.
- L'italique est rarement utilisé : mots en langue étrangère, titres d'œuvres, noms de bateaux, etc.
- Les citations ne sont pas en italique mais en corps de texte normal. Elles sont entourées par des guillemets français : « et ».
- Les listes à puces sont à éviter, des paragraphes rédigés étant largement préférés. Les tableaux sont à réserver à la présentation de données structurées (résultats, etc.).
- Les appels de note de bas de page (petits chiffres en exposant, introduits par l'outil «  Source ») sont à placer entre la fin de phrase et le point final[comme ça].
- Les liens internes (vers d'autres articles de Wikipédia) sont à choisir avec parcimonie. Créez des liens vers des articles approfondissant le sujet. Les termes génériques sans rapport avec le sujet sont à éviter, ainsi que les répétitions de liens vers un même terme.
- Les liens externes sont à placer uniquement dans une section « Liens externes », à la fin de l'article. Ces liens sont à choisir avec parcimonie suivant les règles définies. Si un lien sert de source à l'article, son insertion dans le texte est à faire par les notes de bas de page.
- La présentation des références doit suivre les conventions bibliographiques. Il est recommandé d'utiliser les modèles {{Ouvrage}}, {{Chapitre}}, {{Article}}, {{Lien web}} et/ou {{Bibliographie}}. Le mode d'édition visuel peut mettre en forme automatiquement les références.
- Insérer une infobox (cadre d'informations à droite) n'est pas obligatoire pour parachever la mise en page.

Pour une aide détaillée, merci de consulter Aide:Wikification.
Si vous pensez que ces points ont été résolus, vous pouvez retirer ce bandeau et améliorer la mise en forme d'un autre article.

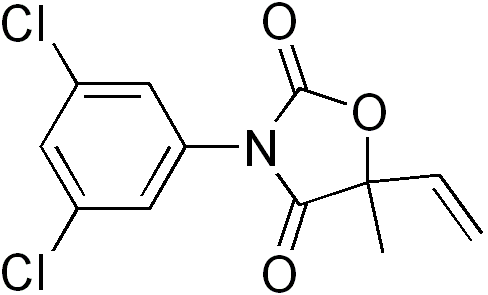
Structure chimique de la vinclozoline.

La vinclozoline  est un fongicide à base de dicarboximide couramment utilisé pour lutter contre les maladies, telles que les pourritures et les moisissures dans les vignobles ainsi que sur les fruits et légumes tels que les framboises, la laitue, le kiwi et les oignons. Il est également utilisé sur le gazon des terrains de golf. Botrytis cinerea et Sclerotinia sclerotiorum sont deux champignons courants contre lesquels la vinclozoline est utilisée pour protéger les cultures. Homologuée pour la première fois en 1981, la vinclozoline est largement utilisée mais son application globale a diminué. En tant que fongicide, la vinclozoline est réglementée par l'Agence de protection de l'environnement des États-Unis (US EPA). En plus de ces restrictions aux États-Unis, à partir de 2006, l'utilisation de ce fongicide a été interdite dans plusieurs pays, dont le Danemark, la Finlande, la Norvège et la Suède. Il a subi une série de tests et de réglementations afin d'évaluer les risques et les dangers pour l'environnement et les animaux. Parmi les recherches, une découverte principale est que la vinclozoline s'est avérée être un perturbateur endocrinien avec des effets anti-androgènes [réf. nécessaire].

## Préparation et application
Les réactions chimiques suivantes sont utilisées pour fabriquer la vinclozoline : Une méthode combine la méthylvinylcétone, le cyanure de sodium, la 3,5-dichloroaniline et le phosgène. Ce processus implique la formation de la cyanohydrine, suivie de l'hydrolyse du nitrile. La vinclozoline est également préparée par réaction du 3,5-dichlorophényl isocyanate avec un ester alkylique de l'acide 2-hydroxy-2-vinyl propionique. La fermeture de l'anneau est obtenue à température élevée.
La vinclozoline est ensuite formulée en un granulé sec ou extrudé. Il peut être appliqué par voie aérienne, par des systèmes d'irrigation ou par des équipements terrestres. La vinclozoline est également appliquée sur certaines plantes, telles que les fleurs décoratives, en tant que traitement par trempage où la plante est plongée dans la solution fongicide puis séchée. Il est également possible de pulvériser une solution de vinclozoline à l'aide de brumisateurs thermiques dans les serres.

## Exposition
L'US EPA a examiné l'exposition alimentaire (nourriture et eau), non alimentaire et professionnelle à la vinclozoline ou à ses métabolites. En général, il a été démontré que les fongicides circulent dans l'eau et l'air et qu'ils peuvent se retrouver sur des aliments non traités après application. Les consommateurs seuls ne peuvent pas facilement réduire leur exposition car les fongicides ne sont pas éliminés des produits lavés à l'eau du robinet. Un exemple clé d'exposition à la vinclozoline est le raisin de cuve qui est considéré comme représentant environ 2 % de l'exposition totale à la vinclozoline. Il a été déterminé que les personnes peuvent être exposées à des résidus de vinclozoline et de ses métabolites contenant le fragment 3,5-dichloroaniline (3,5-DCA) par l'alimentation, et des limites de tolérance ont donc été établies pour chaque culture. Bien que la vinclozoline ne soit pas homologuée pour une utilisation par les propriétaires, il est toujours possible que des personnes entrent en contact avec le fongicide et ses résidus. Par exemple, les golfeurs jouant sur des terrains de golf traités et les familles jouant sur du gazon qui a déjà été traité peuvent être à risque d'exposition. Sur le plan professionnel, les travailleurs peuvent être exposés à la vinclozoline lors d'activités telles que le chargement et le mélange.

## Impacts environnementaux et sanitaires

### Antiandrogène
Dans le cadre du processus de réhomologation, l'US EPA a examiné toutes les études de toxicité sur la vinclozoline. Le principal effet induit par la vinclozoline est lié à son activité anti-androgénique et à sa capacité à agir comme antagoniste compétitif du récepteur aux androgènes [réf. nécessaire]. La vinclozolin peut imiter les hormones mâles, comme la testostérone, et se lier aux récepteurs androgènes, sans nécessairement activer ces récepteurs correctement. Il existe des preuves que la vinclozoline elle-même se lie faiblement au récepteur des androgènes, mais qu'au moins deux de ses métabolites sont responsables d'une grande partie de l'activité antiandrogénique. Lorsque des rats mâles ont reçu de faibles doses (> 3 mg/kg/j) de vinclozoline, des effets tels qu'une diminution du poids de la prostate, une réduction du poids des organes sexuels, le développement des mamelons et une diminution de la distance ano-génitale ont été notés. À des doses plus élevées, le poids des organes sexuels masculins a encore diminué et des malformations des organes sexuels ont été observées, telles qu'une réduction de la taille du pénis, l'apparition de poches vaginales et d'hypospadias. Dans le modèle du rat, il a été démontré que les effets antiandrogènes de la vinclozoline sont les plus importants au cours des stades de développement. In utero, cette période sensible du développement fœtal se produit entre les 16e et 17e jours de gestation. L'exposition embryonnaire à la vinclozoline peut influencer la différenciation sexuelle, la formation des gonades et les fonctions de reproduction. Dans des modèles d'oiseaux, il a été démontré in vitro et in vivo que la vinclozoline et ses métabolites inhibent la liaison aux récepteurs androgènes et l'expression génique. La vinclozoline a entraîné une réduction de la ponte des œufs, une réduction du taux de fertilité et une réduction des éclosions réussies. Les androgènes jouent également un rôle dans la puberté, et il a été démontré qu'un antiandrogène comme la vinclozoline peut retarder la maturation pubertaire. Les toxines anti-androgènes sont également connues pour altérer la différenciation sexuelle et la reproduction chez le lapin modèle. Les lapins mâles exposés à la vinclozoline in utero ou pendant la petite enfance n'ont pas montré d'intérêt sexuel pour les femelles ou n'ont pas éjaculé. Étant donné que le récepteur aux androgènes est largement conservé dans toutes les lignées d'espèces, des effets antiandrogènes seraient attendus chez l'homme. Chez les vertébrés, la vinclozoline agit également comme un perturbateur neuroendocrinien, affectant les comportements liés à la locomotion, à la cognition et à l'anxiété.

### Effets sur la progestérone et les œstrogènes chez le rat
Chez le rat, il a été démontré que la vinclozoline affecte d'autres récepteurs d'hormones stéroïdiennes, tels que ceux de la progestérone et des œstrogènes. Tout comme pour les androgènes, le moment de l'exposition à la vinclozoline détermine l'ampleur des effets liés à ces hormones. Dans une étude sur des rats, des recherches in vitro ont montré la capacité de deux métabolites de la vinclozoline à se lier au récepteur de la progestérone. Cependant, la même étude in vivo utilisant des rats mâles adultes n'a montré aucun effet. Lorsque les souris ont été exposées à la vinclozoline in utero, la progéniture mâle a présenté un récepteur des œstrogènes régulé à la hausse ainsi qu'un récepteur de la progestérone également régulé à la hausse. Chez les femmes, la vinclozoline a régulé à la baisse l'expression des récepteurs des œstrogènes et à la hausse l'expression des récepteurs de la progestérone. Ce résultat provoque la virilisation et la féminisation des mâles et la masculinisation des femelles.

### Effets transgénérationnels
Chez le rat, il a été démontré que la vinclozoline a des effets transgénérationnels, ce qui signifie que non seulement l'animal initial est affecté, mais que des effets sont également observés dans les générations suivantes. Une étude a démontré que la vinclozoline altérait la fertilité masculine non seulement chez la première génération exposée in utero, mais également chez les hommes nés sur trois générations et au-delà. De plus, lorsque les mâles affectés étaient accouplés avec des femelles normales, certains des descendants étaient stériles et certains avaient une fertilité réduite. Après trois générations, la progéniture mâle a continué à montrer un faible nombre de spermatozoïdes, une maladie de la prostate et des taux élevés d'apoptose des cellules testiculaires,. D'autres études ont mené des expériences où des embryons de rat ont été exposés à la vinclozoline lors de la détermination du sexe. Des mâles F1 (première génération) traités à la vinclozoline ont été accouplés avec des femelles F1 traitées à la vinclozoline. Ce modèle s'est poursuivi pendant trois générations. La mère F0 initiale était le seul sujet directement exposé à des doses de vinclozoline. Les hommes des générations F1-F4 ont tous montré une augmentation de la prévalence des tumeurs, des maladies de la prostate, des maladies rénales, des anomalies des tests et des défaillances immunitaires par rapport au groupe témoin. Les femelles F1-F4 ont également montré une incidence accrue de tumeurs et de maladies rénales. De plus, des changements transmis de manière transgénérationnelle dans la préférence pour le partenaire et le comportement anxieux ont également été observés chez les rats après une exposition à la vinclozoline. Il a été rapporté que ces rapports transgénérationnels sont en corrélation avec des changements épigénétiques, en particulier une altération de la méthylation de l'ADN dans la lignée germinale mâle. Cependant, ces changements transgénérationnels n'ont pas été reproduits avec succès par les scientifiques de BASF, le fabricant de la vinclozoline.

### Liens avec le cancer
L'EPA des États-Unis a classé la vinclozoline comme cancérigène possible pour l'homme. La vinclozoline induit une augmentation des tumeurs à cellules de Leydig chez le rat. On pense que le métabolite 3,5-DCA possède un mode d'induction tumorale basé sur sa similitude avec la p-choroaniline.

### Environnement
Les tests de laboratoire indiquent que la vinclozoline se décompose facilement et se dissipe dans l'environnement à l'aide de microorganismes. Parmi ses nombreux métabolites, la 3,5-dichloroaniline résiste à une dégradation ultérieure. Dans des études terrestres de dissipation sur le terrain menées dans divers états, la vinclozoline s'est dissipée avec une demi-vie comprise entre 34 et 94 jours. Les demi-vies incluant les résidus peuvent atteindre jusqu'à 1 000 jours. Les résidus peuvent s'accumuler et être disponibles pour l'absorption future par les cultures.

## Fongicides alternatifs
Depuis l'élimination progressive de la vinclozoline, les agriculteurs sont confrontés à moins d'options pour lutter contre les maladies. La station d'expérimentation agricole de l'État de New York a effectué des essais d'efficacité pour la moisissure grise et blanche. La recherche a montré des alternatives potentielles à la vinclozoline. La trifloxystrobine (Flint), l'iprodione (Rovral) et le cyprodinil plus fludioxonil (Switch) contrôlent la moisissure grise. Le thiophanate-méthyl (Topsin M) s'est avéré aussi efficace que la vinclozoline pour lutter contre les moisissures blanches. Switch était l'alternative la plus prometteuse à la vinclozoline pour lutter contre la moisissure grise et blanche sur les gousses et pour augmenter le rendement commercialisable.